# Бруклин (Охајо)
Бруклин (енгл. Brooklyn) град је у америчкој савезној држави Охајо.

## Демографија
По попису из 2010. године број становника је 11.169, што је 417 (-3,6%) становника мање него 2000. године.
| Група             | 2000.          | 2010.         |
| Белци             | 10.493 (90,6%) | 8.808 (78,9%) |
| Афроамериканци    | 196 (1,7%)     | 577 (5,2%)    |
| Азијати           | 264 (2,3%)     | 441 (3,9%)    |
| Хиспаноамериканци | 449 (3,9%)     | 1.165 (10,4%) |
| Укупно            | 11.586         | 11.169        |